# Nicolas de Neufville de Villeroy (1543–1617)
Nicolas IV. de Neufville, pán z Villeroy (1543 Paříž – 12. listopadu 1617 Rouen) byl francouzský politik. Byl státním sekretářem čtyř francouzských králů: Karla IX., Jindřicha III., Jindřicha IV. a Ludvíka XIII. Byl nejvýznačnější z francouzských sekretářů 16. století. V letech 1611 až 1616, za vlády Ludvíka XIII., byl hlavním ministrem (de facto premiérem). Jeho vnuk Nicolas de Neufville de Villeroy a pravnuk François de Neufville de Villeroy byli rovněž významnými dvořany a politiky.

## Život
Vyrůstal u dvora a vstoupil do vládních služeb již v mladém věku. Navštěvoval Collège de Navarre, ale studia nedokončil (kardinál Richelieu o něm řekl, že měl vynikající úsudek neopírající se o žádné vzdělání). V roce 1559, ve věku šestnácti let, se stal finančním sekretářem a brzy byl zaměstnán Kateřinou Medicejskou, vdovou po Jindřichovi II. a matkou dalších tří králů. Protože tito synové byli buď příliš mladí, příliš nemocní, nebo, jako v případě Jindřicha III., příliš nezodpovědní, převzala Kateřina kontrolu nad zemí. Vytvořila kvůli tomu kolem sebe okruh důvěryhodných rádců, včetně Villeroye. V roce 1567, ve věku 24 let, se Villeroy stal státním sekretářem po svém tchánovi Claudovi II. de l'Aubespine. Brzy se stal oblíbencem mladého Karla IX. Villeroy byl často zodpovědný za vyjednávání mírových smluv. Snad jeho největším úspěchem v této oblasti byla smlouva z Fleix z 26. listopadu 1580, kterou uzavřel během jednoho měsíce, a jíž ukončil krátkou, ale nebezpečnou válku na jihozápadě země. Villeroy byl oblíben i u nástupce Jindřicha III., než se tento král ke konci své vlády stal odtažitým a posedlým náboženstvím (což mu Villeroy otevřeně vyčítal). Králův oblíbenec Jean Louis de Nogaret de La Valette na Villeroye zaútočil obviněním, že špatně nakládá s královými penězi. Rozrušený Villeroy po tomto útoku chtěl dvůr opustit, ale postavila se za něj Kateřina Medicejská i zbytek dvora, který La Valetta nenáviděl. Nakonec král Villeroye bez vysvětlení propustil ze svých služeb. Brzy na to byl Jindřich III. zavražděn mnichem Jacquesem Clémentem. Poté, co se Jindřich IV. zřekl své protestantské víry, povolal znovu Villeroye do služeb (ten by jako bigotní katolík pro protestantského krále patrně nepracoval, do královy konverze byl členem Katolické ligy). Ve vládě Jindřicha IV. byl Villeroy mužem č. 2, zodpovědným zejména za zahraniční politiku. Usiloval o sblížení se Španělskem, ale nechtěl válku s protestantskými zeměmi. Roku 1611 se stal hlavou vlády. Roku 1617 byl zavražděn.